# New Pokémon Snap
New Pokémon Snap (ポケモンスナップ?, Nyū Pokemon Sunappu) è un videogioco di fotografia in prima persona sviluppato da Bandai Namco Studios e pubblicato da Nintendo e The Pokémon Company per Nintendo Switch. È un sequel del videogioco del 1999 Pokémon Snap per Nintendo 64. Annunciato nel giugno 2020, è stato distribuito il 30 aprile 2021. I giocatori esplorano un arcipelago a bordo di un hovercraft con pilota automatico e fotografano i Pokémon per condurre ricerche sulla loro ecologia.